# Mildred Barya
Mildred Kiconco Barya, née en 1976, est une femme de lettres ougandaise. Elle a reçu en 2008 le Pan African Literary Forum Prize for Africana Fiction, et a été remarquée précédemment pour sa poésie, particulièrement pour deux recueils, Men Love Chocolates But They Don't Say en 2002, et The Price of Memory: After the Tsunami en 2006.

## Biographie
Née en 1976 dans le District de Kabale dans le sud-ouest de l'Ouganda, elle y effectue sa scolarité. Puis, en 1996, elle reçoit une bourse du gouvernement pour prolonger ses études à l'Université Makerere en Ouganda. Elle en sort diplômée en 1999. Pendant ses études au collège, elle rejoint l'association des femmes de lettres ougandaises FEMRITE, qui vise à faciliter l'édition de leurs œuvres. Elle aime raconter des histoires traditionnelles en nkore, ou en chiga,.
En 2000, elle suit des cours en communication et journalisme à l'International Women's University (IFU) à Hambourg, en Allemagne. En 2002, elle étudie les pratiques éditoriales et la gestion des publications à l'Université Moi, à Eldoret, au Kenya. De 2002 à 2004, elle poursuit à l'Université Makerere, en psychologie.
Sa première publication, le recueil de poèmes, Men Love Chocolates But They Don't Say, paraît en 2002 et est bien accueilli, ainsi que son deuxième recueil, The Price of Memory: After the Tsunami, en 2006.
Elle travaille ensuite comme journaliste et écrivain. En 2006-2007,elle est en résidence d'écrivain résidence à Popenguine, au Sénégal. D'août 2007 à août 2009, elle est en résidence à TrustAfrica, une fondation pan-africaine basée à Dakar, au Sénégal. Son troisième recueil de poèmes, Give Me Room To Move My Feet, parait en 2009, et Peter Nazareth, Professeur d'anglais à l'Université de l'Iowa, aux États-Unis, affirme que "le poète se décompose et guérit d'elle-même au travers de la spiritualité, de la religion et de la poésie, pour ramener à la vie ce qui semblait être mort" et que Barya "ne cesse jamais d'aimer la Mère Afrique.".
Elle refait des études complémentaires et sort diplômée de l'Université de Syracuse, New York, en 2012, et d'un doctorat en création littéraire à l'Université de Denver en 2016. Elle est membre du corps enseignant, en Écriture Créative, à l'Alabama School of Fine Arts (ASFA). Elle vit et travaille en Allemagne, au Botswana, au Kenya et en Ouganda. En plus de sa carrière d'écrivain, elle travaille également comme conseiller en Ressources Humaines pour Ernst & Young en Ouganda.
Elle est l'un des membres fondateurs et siège au conseil consultatif de l'African Writers Trust (Écrivains Africains de la Confiance), une entité à but non lucratif, qui vise à coordonner et rassembler les écrivains africains de la diaspora et des écrivains restés sur le continent afin de promouvoir le partage des compétences et d'autres ressources, et de favoriser la connaissance et de l'apprentissage entre les deux groupes.
Un extrait de son roman What Was Left Behind lui vaut le Pan African Literary Forum Prize for Africana Fiction 2008

## Principales publications

### Poésie
- Give Me Room To Move My Feet, Dakar, Amalion Publishing, 2009, 119 p. (ISBN 978-2-35926-001-4)
- The Price of Memory : After the Tsunami, Devon, Mallory Publishing, 2006, 104 p. (ISBN 1-85657-102-5)
- (en) Men Love Chocolates But They Don't Say, Ouganda, New Vision Publications, 2002, 92 p. (ISBN 9970-9888-0-8)
- « Stormy heart », dans Beverley Nambozo Nsengiyunva (dir.), A thousand voices rising: An anthology of contemporary African poetry, BN Poetry Foundation, 2014 (ISBN 978-9970-9234-0-3)
- « A fragile heart, If I was », dans Painted Voices: A collage of art and poetry, vol. II, Femrite Publications, 2009 (ISBN 978-9970-700-18-9).

### Nouvelles
- « Effigy Child », dans Helon Habila & Kadija Sesay (dir.), Dreams, Miracles & Jazz, Picador Africa, 2008 (ISBN 978-1-77010-025-1)
- « Effigy Child », dans Violet Barungi (dir.), Gifts of Harvest, FEMRITE Publications, 2006 (ISBN 978-9970700042)
- « Scars of Earth », dans Ama Ata Aidoo, African Love stories, Oxfordshire, Ayebia Clarke Publishing, 2006 (ISBN 0-9547023-6-0)
- « Raindrops », dans Words from a Granary, FEMRITE Publications, 2001 (ISBN 9970-700-01-4)
- « What was left of us », Pambazuka News,‎ 2008 (lire en ligne)
- « Black Stone », Per Contra: An International Journal of the Arts, Literature, and Ideas,‎ 2012 (lire en ligne).